# Arquèdic
Arquèdic (en llatí Archedicus, en grec antic Ἀρχέδικος "Arkhèdicos") fou un poeta còmic atenenc de la nova comèdia, que va escriure a instàncies de Timeu de Tauromènion contra Demòcares el nebot de Demòstenes. Va donar suport a Antípater I de Macedònia i al partit macedoni (finals del segle III aC).
Es conserven els títols de dues de les seves comèdies, segons diu Suides:
- Διαμαρτάνων
- Θησαυρός